# Piper comasense
Piper comasense är en pepparväxtart som beskrevs av William Trelease. Piper comasense ingår i släktet Piper och familjen pepparväxter. Inga underarter finns listade i Catalogue of Life.